# Flight Attendants
Flight Attendants ist ein US-amerikanischer Pornofilm des Regisseurs Will Ryder aus dem Jahr 2009. Der Film wurde bei den AVN Awards 2010 als „Best Sex Comedy“ ausgezeichnet.

## Handlung
Flight Attendants ist eine Komödie und eine Porno-Parodie auf die klassischen Film-Parodie „Airplane!“. Der Film erzählt die Geschichte von Global Air, deren hübschen Stewardessen und deren sexuell ausgehungerten Piloten. Ehemals die  dominierende Fluggesellschaft, ist Global buchstäblich in Ungnade gefallen, aufgrund eines unglücklichen Unfalls, bei dem alle Passagiere, bis auf einen, in einem Absturz in einen Sumpf in Florida ums Leben kamen. 
Wenn ein führendes Unternehmen zu scheitern beginnt, ist die Konkurrenz mehr als begierig, die Lücke zu füllen. Die Mitarbeiter des Konkurrenten, Transcon Air, versuchen ihr Bestes, die Crew der Global Air zu erniedrigen und zu demoralisieren. Transcon's Mitarbeiter werden von Eva Angelina und Sunny Lane angeführt. Die Transcon-Mädchen versuchen auch, einen männlichen Beschäftigten von Global Air abzuwerben.

## Hintergrundinformationen
Evan Stone, der in diesem Film die Rolle von Captain John Madden übernimmt, ist auch in Fly Girls zu sehen. Der Pornofilm von Digital Playground spielt ebenfalls mit dem Genre einer Katastrophenfilmparodie im Stile von Airplane!.

## Auszeichnungen
- 2010: AVN Award - Best Sex Comedy
- 2010: XRCO Award - Best Release